# Lontano dal Vietnam
Lontano dal Vietnam (Loin du Vietnam) è un documentario del 1967 diretto da Joris Ivens, William Klein, Claude Lelouch, Agnès Varda, Jean-Luc Godard, Chris Marker e Alain Resnais.